# Sudanesisch-Arabisch

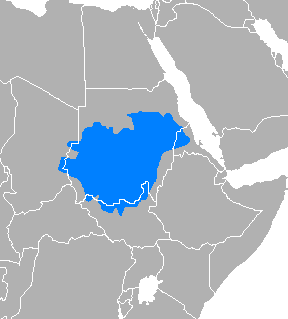

Sudanesisch-Arabisch (auch Sudan-Arabisch) ist ein arabischer Dialekt, der im Sudan und im Südsudan gesprochen wird und eine starke Ähnlichkeit mit den Dialekten Oberägyptens, aber auch des Hedschas aufweist.
Er wird vor allem im Norden, Westen und Osten dieser Länder gesprochen. Sudanesisch-Arabisch gliedert sich in Unterdialekte. Der Dialekt, der in der Hauptstadtregion Khartum/Omdurman gesprochen wird, ist am stärksten verbreitet und wird auch in den anderen Regionen verstanden. Geschrieben wird in der Regel Hocharabisch.
Die Anzahl der Sprecher im Sudan und im Südsudan beläuft sich auf rund 15.000.000 (Stand 1991), sowie rund 3.986.000 (Stand 1991) in Ägypten, Äthiopien, Eritrea und Saudi-Arabien.
Sudanesisch-Arabisch gilt als einer der am wenigsten erforschten arabischen Dialekte und hat seinerseits starken Einfluss auf das Juba-Arabische im Südsudan ausgeübt.

## Eigenschaften
ج wird meist wie ein stimmloser palataler Plosiv oder je nach Wort, oft in direkter Folge auf einen Konsonanten wie [j], (IPA: [⁠c⁠]), ق wie [g] ausgesprochen. Die Verneinung erfolgt wie in Saudi-Arabien mit vorgestelltem ma-, im Gegensatz zum Ägyptisch-Arabischen ohne zweites Verneinungselement -š.
Als typisch sudanesische Ausdrücke gelten: zōl (Mann), hassa (jetzt), bākir (morgen), šiggēš (wohin) (letztere zwei Wörter sind nur regional gebräuchlich).

## Sudanesische Redewendungen
- تعرف؟ taʿrif – bedeutet buchstäblich nur Du kennst? Im Sudan wird dies oft sinngemäß verwendet als: Sprichst/verstehst du Arabisch?
- كيف؟ Keef – wörtlich nur Wie? Im Sudan jedoch als vollständiges Wie geht es dir? Darauf ist die typische Antwort je nach Region *تمام, tamām oder انا شديد, Ana šadīd.
- مش/مش كدا؟ muš/muš kida – am Satzende nach einem Feststellungssatz gebraucht, wie im Englischen ... isn’t it? Muš für sich ist ein Partikel zur Negierung von Nominalsätzen.
- في شنو؟ fī šino – ungefähr Was ist los?. Auch verwendet, wenn man den Gesprächspartner nicht verstanden hat, im Sinne von Wie bitte?
- داير شنو؟ Dāir šino – Was willst du? Auch wie oben als: Was ist los? Eine Besonderheit ist die oft unterlassene Anpassung durch ة an weibliche Angesprochene oder mehrere Personen, welche somit in der männlichen Form Einzahl angesprochen werden.
- اسمع asmaʿ – Imperativ von hören, also Hör zu! Auch hier ist auffällig die sehr häufig unterlassene Anpassung an weibliche Angesprochene oder an mehrere Personen.

## Sudanesische Strukturwörter
Wie in allen arabischen Dialekten weichen die Strukturwörter stark von der Hochsprache ab, was das Verstehen für den Lernenden oft besonders schwer macht. Daher hier eine kurze Auflistung einiger wichtiger Strukturwörter:
- وين – ween – wo
- بعدين – baʿdeen – nachher
- يمب – yamb – neben
- منو – mino – wer
- شنو  – šino – was
- متين oder بتين – miteen bzw. biteen – wann
- قدام – giddām – räumlich vor etwas
- هسة oder هسي – hassa bzw. hassī – jetzt
- في – fī – neben der hochsprachlichen Bedeutung in auch als es gibt, also analog zum hocharabischen jūğadu sowie tūğadu.
- داير – dāir – gebraucht wie das deutsche Hilfsverb wollen, unveränderlich bis auf die Anpassung ans Geschlecht der Bezugsperson.
- لازم – lāzim – gebraucht wie das deutsche Hilfsverb müssen, absolut unveränderlich.
- ممكن – mumkin – gebraucht wie das deutsche Hilfsverb können, auch im Sinne von es ist möglich/erlaubt, absolut unveränderlich.